# Цур, Рами
Рами Цур (ивр. רמי צור‎, англ. Rami Zur; 23 февраля 1977, Беркли) — израильский и американский гребец-байдарочник, выступал за сборные Израиля и США на всём протяжении 2000-х годов. Участник трёх летних Олимпийских игр, бронзовый призёр Панамериканских игр, победитель многих регат национального и международного значения. Также известен как тренер по гребле на байдарках и каноэ.

## Биография
Рами Цур родился 23 февраля 1977 года в городе Беркли, штат Калифорния, однако в детстве был усыновлён еврейской парой и переехал на постоянное жительство в Израиль. Активно заниматься греблей начал в возрасте десяти лет, в шестнадцать лет уже стал чемпионом страны в своей возрастной группе. Три года спустя попал в число призёров на этапе взрослого Кубка мира и занял четвёртое место на молодёжном чемпионате мира в Японии. В течение трёх лет проходил срочную службу в вооружённых силах.
Благодаря череде удачных выступлений Цур попал в основной состав израильской национальной сборной и удостоился права защищать честь страны на летних Олимпийских играх 2000 года в Сиднее. Стартовал здесь в двойках на дистанциях 500 и 1000 метров, однако в обоих случаях сумел дойти лишь до стадии полуфиналов, где финишировал восьмым и седьмым соответственно.
В 2002 году Цур принял решение вернуться в США и приступил к тренировкам в калифорнийском городе Чула-Виста. В этом сезоне он одержал победу на этапе Кубка мира в немецком Дуйсбурге и занял шестое место на чемпионате мира в венгерском Сегеде. Год спустя представлял сборную Соединённых Штатов на Панамериканских играх в Санто-Доминго и стал там бронзовым призёром в зачёте одиночных байдарок на дистанции 1000 метров. Будучи одним из лидеров американской гребной команды, благополучно прошёл квалификацию на Олимпийские игры 2004 года в Афинах — в одиночках на пятистах метрах показал в полуфинале четвёртый результат, тогда как в двойках на пятистах метрах вместе с напарником Бартошом Вольским финишировал в полуфинальном заезде шестым.
Из-за травмы спины Рами Цур долгое время не принимал участие в крупных международных регатах, а в 2006 году вообще обдумывал завершение карьеры профессионального спортсмена. Тем не менее, в 2007 году он всё-таки вернулся в большой спорт, завоевал несколько медалей на этапах Кубка мира, стал пятым на чемпионате мира в Дуйсбурге. Позже отправился представлять страну на Олимпийских играх 2008 года в Пекине — на сей раз выступал исключительно в одиночках, на дистанциях 500 и 1000 метрах — в обеих дисциплинах дошёл до стадии полуфиналов, где финишировал шестым и седьмым соответственно. Впоследствии перешёл на тренерскую работу.
Женат на венгерской гребчихе Кристине Фазекаш, олимпийской чемпионке 2012 года среди четвёрок на пятистах метрах.